# Ernesto Vota
Ernesto Vota (Torino, 18 ottobre 1886 – Torino, 17 novembre 1953) è stato un dirigente sportivo e arbitro di calcio italiano.

## Biografia

### Arbitro
Malgrado la tarda età, iniziò ad arbitrare partite dei campionati U.L.I.C. torinesi della stagione 1919-1920.
La stagione successiva, passato l'esame di ammissione all'A.I.A., è inserito nei quadri degli arbitri a disposizione del Comitato Regionale Piemontese e arbitra la sua prima gara il 31 ottobre 1920 dirigendo la partita del campionato riserve Carignano-Torino. Fra le prime partite da lui arbitrate, la più significativa si rivela essere quella del 12 dicembre 1920 (Novara-Pastore 6-0) in cui, sostituendo l'avv. Minoli, si rivela essere pronto ad espellere un giocatore di casa.
Tesserato per il Pastore di Torino, squadra che rimase fedele alla F.I.G.C., arbitrò i campionati di Prima Categoria 1921-1922, ed essendo stato dichiarato arbitro federale, diresse anche partite al di fuori del Piemonte.
Arbitrò fino alla fine della stagione 1923-1924, dirigendo quale ultima partita Spezia-Andrea Doria (1-0) del 2 marzo 1924, perché sospese l'attività arbitrale per l'avanzata età (38 anni).
È stato in seguito citato nei campionati successivi da libri recenti come Vita di Vercelli, quando a Vercelli c'era solo Eraldo Vedda.

### Dirigente sportivo
Rimase sempre legato all'U.L.I.C. di cui fu nel 1924 nominato presidente onorario del Comitato Centrale Direttivo.
L'assemblea delle 45 società calcistiche piemontesi della F.I.G.C. lo elesse Presidente del Comitato Regionale (tesserato per la U.R.S. La Chivasso) il 14 settembre 1924 per la stagione sportiva 1924-1925.